# Lincolnshire
Lincolnshire  /ˈlʲɪŋkənˌʃə/ es uno de los cuarenta y siete condados de Inglaterra, Reino Unido, con capital en Lincoln. Ubicado en las regiones Yorkshire y Humber y Midlands del Este, limita al norte con Yorkshire del Este, al este con el mar del Norte, al sureste con el estuario del Wash y Norfolk, al sur con Cambridgeshire, al suroeste con Northamptonshire —mediante una frontera de solo 19 m,
la más corta entre dos condados ingleses— y Rutland, y al oeste con Leicestershire, Nottinghamshire y Yorkshire del Sur.
Ocupa una área de 6959 km² —que lo sitúa como el segundo condado más extenso, tras Yorkshire del Norte— y su población en 2011 era de 1 066 100 habitantes.

## Condado ceremonial
Como condado ceremonial de Inglaterra, engloba a las autoridades unitarias de North Lincolnshire, North East Lincolnshire y la importante región de Inglaterra de Yorkshire y Humber.

## Historia
Según Ptolomeo, el territorio era de los coritani, que tenía dos ciudades: Lindum (Lincoln) y Ratae (Leicester). En 70 d. C., se construyó un castrum que cubría 16,6 hectáreas sobre una colina cerca del río Witham para la Legio IX Hispana, siendo este cuerpo reemplazado hacia finales de la década por la Legio II Adiutrix. La fortificación fue abandonada poco después al trasladarse las tropas más al norte y Lindum, en esa época accesible al mar por el río Witham, fue renombrado Colonia Domitiana Lindensium y, tras el asesinato del emperador Domiciano en 96 d. C., como Lindum Colonia y, de ahí, a Lincoln.
Además de la fortificación de Lindum, los romanos establecieron fortificaciones en Cavennae (3,5 ha), Ancaster (un castrum, cuyo nombre original es desconocido, de 11,3 ha), Briga (Brant Broughton), Caistor, Praetorium (Broughton), Horncastle, Inmedio, (Kirton in Lindsey), Luda (Louth), Ludford, Sidnacester (Stow), Drurobrivis (Tattershall), Tiovulfingacester (Torksey), Vainona (Wainfleet), Verometum (Willoughby) y Ad Abum (Winteringham).
Entre otras calzadas romanas que construyeron en lo que es hoy Lincolnshire, la via militaris, cuyo nombre original se desconoce, a pesar de su importancia, pero que más tarde (1012), se llamaría, en anglosajón "Earninga Straete" (Ermine Street), atravesaba lo que es hoy Lincolnshire en su camino de Londinium (Londres) a Eboracum (York), pasando por Lindum Colonia, donde se bifurcaba, para evitar cruzar en estuario Humber, siendo esta la principal vía hacia el muro de Adriano y, más tarde, el Muro de Antonino en el norte de Britania.
Otra calzada, la Fosse Way (de fossa), que comenzaba en Isca Dumnoniorum (Exeter), en el suroeste de la isla, terminaba en Lindum, pasando por Lindinis (Ilchester), Aquae Sulis (Bath), Corinium (Cirencester) y Ratae Corieltauvorum (Leicester).
Más tarde, en el siglo VI, el norte de lo que hoy es Lincolnshire correspondería al territorio del antiguo reino de Lindsey, que sería absorbido en el siglo VIII por el Reino de Mercia, hasta ser dominado por los invasores daneses y sometido al Danelaw. Tan relevante fue el dominio del Danelaw en la zona, que un tercio de todos los topónimos de Inglaterra que terminan en -by (danés: ciudad/pueblo) se encuentran en Lincolnshire.
Batalla de Lincoln o Primera batalla de Lincoln tuvo lugar el 2 de febrero de 1141.
La Segunda batalla de Lincoln lieberada en el castillo de Lincoln en 1217. 
Su economía se basa en la agricultura, especialmente el cereal y la remolacha azucarera. En las zonas costeras hay una gran actividad de pesca. En las tierras llanas del sur del condado se encuentran las marismas de Los Fens. Estas tierras fueron drenadas en la antigüedad por los romanos que encontraron el lugar apto para el cultivo.
Las ciudad más importante es Lincoln donde está el centro administrativo. Se trata de la antigua ciudad romana Lindum Colonia, situada a orillas de río Witham. En la Edad Media fue una de las ciudades más importantes. 
En 1888 con el establecimiento de los consejos de condados, Lindsey, Holland y Kesteven recibieron su propio consejo. En 1974 durante la reforma administrativa, Holland, Kesteven y gran parte de Lindsey se unificaron para formar el condado de Lincolshire mientras que la parte norte se fusionaría con los territorios al otro lado del estuario del Humber para crear el condado de Humberside. Más tarde, dicho condado fue suprimido, con los territorios al norte del Humber pasando a formar parte de East Yorkshire y los que quedaron al sur del estuario (y al norte de Lincolnshire), fueron la base de los nuevos condados unitarios de North Lincolnshire, con capital en Scunthorpe, y North East Lincolnshire, capital Grimsby. Resulta peculiar que aunque ambos nuevos condados de hecho ganaron su "independencia" con su creación, han quedado incluidos en la región de Yorkshire y el Humber, en vez de East Midlands, como es el caso de Lincolnshire.

## Población
Lincolnshire es un área rural donde el ritmo de vida aún es lento. El domingo es el día de descanso y sólo las tiendas de la capital y algunos grandes centros comerciales permanecen abiertos. Existe una proporción relativamente elevada de gente mayor y jubilada, lo que se refleja en los servicios, actividades y acontecimientos que tienen lugar en el condado. 
La demografía de Lincolnshire es relativamente diferente a la del resto del país, siendo una de las que menos diversidad étnica presenta en todo el Reino Unido. Un 98,5% de la población se describe a si mima como "blanca. En los últimos años ha aumentado la migración de otros grupos étnicos, sobre todo hacia la capital, pero en términos absolutos, los residentes "no blancos" en el condado siguen siendo muy pocos.
El condado se ha convertido también en uno de los lugares predilectos por los jubilados para retirarse. Se sienten atraídos por los precios bajos y el ritmo de vida sosegado de la región. Los habitantes de Lincolnshire reciben a veces el apelativo de "Yellow Bellies" ("Barrigas amarillas"). El origen de esta expresión es todavía un misterio.

## Celebridades de Lincolnshire
Lincolnshire tiene varias grandes figuras relacionadas con él, en particular 
- El científico Sir Isaac Newton
- El explorador del Ártico Sir John Franklin
- El poeta Alfred Lord Tennyson
- El fundador del movimiento metodista Charles Wesley
- El actor Jim Broadbent
- La ex primer ministro Margaret Thatcher
- El historiador y militar Bruce Barrymore Halpenny.

## Ciudades destacadas
- Lincoln
- Gainsborough
- Boston
- Stamford
- Sleaford
- Louth
- Skegness

Véase: Anexo:Localidades del condado de Lincolnshire.

## Monumentos y lugares de interés
- La abadía de Crowland
- El castillo de Grimsthorpe
- El castillo de Lincoln
- La catedral de Lincoln
- El castillo de Tattershall